# Armée de l'air tchadienne
La Force aérienne tchadienne est la composante aérienne de l'Armée nationale tchadienne, créée en 1961 sous le nom d'Escadrille nationale tchadienne. Son organisation est calquée sur l'Armée de l'air française, qui a participé à sa création.

## Histoire
Au lendemain de son accession à l'indépendance le 11 Août 1960, le Tchad à l'instar des autres pays africains indépendants crée une petite force aérienne. L'Escadrille Nationale Tchadienne (ENT) est fondée en 1961. Longtemps dotées de quelques avions de transport et de quelques appareils légers, en 1962 elle est principalement équipée de Broussards MH-1521, elle bénéficie de l'assistance française, notamment durant les années 1970 et 1980. En 1992, son effectif se limite à 200 hommes. En 1976, l'Escadrille change de nom et devient Escadrille aérienne.
Engagée dans le conflit avec la Libye, plusieurs appareils sont capturés à cette dernière et réutilisés. Dans les années 1990, la découverte de pétrole permet à la force aérienne d'être renforcée de manière sensible, en acquérant en Ukraine des avions d'attaque et des hélicoptères de combat.
En 2006, elle prit le nom d'Armée de l'Air Tchadienne (AAT). La force aérienne tchadienne repose essentiellement sur des Sukhoï Su-25 livrés par l'Ukraine et des hélicoptères de la famille Mi-17, souvent pilotés et entretenus par des personnels étrangers. La plupart de ces appareils sont déployés sur l'aéroport international de N'Djaména.

## Organisations
- Escadrille d'Appui : SU-25
- Escadrille de Transport : C-130, C-27J, An-26, An-12
- Escadrille d'Hélicoptères : Mi-24, Mi-8, Mi-17
- Base aérienne de N'Djamena

## Grades
Les grades de la Force aérienne correspondent à ceux de l'Armée nationale tchadienne dont elle est une des composantes.

## Aéronefs
Les appareils en service en 2023 sont les suivants en 2023, (en 2021, 2020, en 2016, en 2018 ) :
| Aéronefs                  | Origine            | Type                                  | En service      | Versions          | Image           | Remarques |
| Avion de combat           | Avion de combat    | Avion de combat                       | Avion de combat | Avion de combat   | Avion de combat | Avion de combat |
| ------------------------- | ------------------ | ------------------------------------- | --------------- | ----------------- | --------------- | --- |
| Mikoyan-Gourevitch MiG-29 | Union soviétique   | Avion multirôle                       | 0 (1 stocké)    | MiG-29SM          |                 | 3 appareils d'occasions commandés entre mai 2009 et 2013 en Ukraine. Un MiG-29S d'occasion (TT-OAP) est livré en juin 2014, il semble avoir été modernisé aux standards MiG-29SM Fulcrum-C (9.13M) avant sa livraison à Lviv. Pilotes et techniciens ukrainiens. Endommagé le 1er juillet 2017 lors de la tempête à N'Djamena, cet appareil est hors-service et stocké à N'Djamena. |
| Soukhoï Su-25             | Union soviétique   | Avion d'attaque au sol                | 42              | Su-25Su-25UB      |                 | 4 Su-25 et 2 Su-25UB d’occasions commandés en 2008, livrés entre 2008 et 2010 (TT-QAH à TT-QAO). 4 Su-25 d’occasions commandés en 2012, 2 livrés en 2013 (TT-QAR et TT-QAS), les deux autres (TT-QAT? et TT-QAU) plus tard? Pilotes et techniciens ukrainiens. Au moins deux appareils ont été endommagés lors de la tempête du 1er juillet 2017 à N'Djamena,. En 2018 : 6 Su-25 et 2 Su-25UB. |
| surveillance ISR          |                    |                                       |                 |                   |                 | |
| Cessna 208 Caravan        | États-Unis         | Avion de surveillance                 | 1               | 208B              |                 | En service depuis mai 2018. Deux apareils livrés par les États-Unis fin 2017 pour des opérations ISR dans le cadre d'un programme d’assistance de 43 millions de dollars qui comprend la remise en état d’abris et de zones d’entretiens qui ont été endommagés lors de la tempête du 1er juillet 2017 à N'Djamena. |
| Avion d'entraînement      |                    |                                       |                 |                   |                 | |
| TAI Hürkuş                | Turquie            | Avion d’entraînement / attaque au sol | 3               |                   |                 | Livraison effectué. |
| Pilatus PC-7              | Suisse             | Avion d'entraînement / attaque au sol | 0 (2 stockés)   |                   |                 | 2 donnés par la France en 1985 (TT-QAA / s/n 411 et TT-QAB / s/n 410), équipés de points d'emport d'armement par SASMAT (Dinard). Le TT-QAA a été retiré du service. Le TT-QQB est endommagé lors d'un accident en 2003, puis transporté en France. Un autre portant une livrée grise (TT-AAX puis TT-QAJ puis TT-QAY / s/n 558) acheté aux États-Unis en 2006 le remplace. Deux appareils (s/n 410 s/n 558) sont stockés à N'Djamena. |
| Pilatus PC-9              | Suisse             | Avion d'entraînement / attaque au sol | 0 (1 stocké)    |                   |                 | PC-9 TT-QAG (c/n 248 / 2003) livré durant le second semestre de 2006 (ex HB-HRH4), il reçoit rapidement une capacité d'emport d'armement certainement à l'aide de la France. Selon la base de données de scramble.nl, cet appareil est stocké à N'Djamena. |
| SIAI Marchetti SF.260     | Italie             | Avion d'entraînement / attaque au sol | 0 (1 stocké)    | SF260WL Warrior   |                 | 1 appareil stocké (TT-QAK) à N'Djamena. Sur les 9 appareils ayant été utilisés par le Tchad la plupart ont été capturés à la Libye à Ouadi Doum et à Fada et deux ont été donnés par la Libye en 2006 (dont TT-QAK). Utilisés par l'Escadrille d'Appui pour des missions de reconnaissance, armés de canons de 20 mm. Immatriculation connues : TT-QAC, TT-QAD (crashé le 12 décembre 1989) à TT-QAF, 2 x TT-QAK (1 crashé le 12 décembre 1989) TT-QAL (abattu par les rebelles avec un Strela le 28 novembre 2006) |
| Avion de transport        |                    |                                       |                 |                   |                 | |
| Lockheed C-130 Hercules   | États-Unis         | Avion de transport                    | 1               | C-130H-30         |                 | 5 C-130A d'occasion : TT-PPA (acheté par la France en Australie en 1983, plus tard démoli en France), TT-PAB (offert par les États-Unis en 1984, accidenté au décollage le 7 mars 1986), TT-PAC (offert par les États-Unis en ?, crash à l'atterrissage le 16 novembre 1987), TT-PAD (offert par les États-Unis en 1988, hors service) et TT-PAE (offert par les États-Unis en 1988, confisqué par le gouvernement portugais en février 1990?) 1 C-130H TT-PAF (livré neuf en 1988, crash le 11 juin 2006 à l'aéroport d'Abéché) 1 C-130H-30 TT-AAH (TT-PAH?) Mont Guera (ex TT-AAH du gouvernement), livré neuf en 1989, en service |
| Leonardo C-27J Spartan    | États-Unis/ Italie | Avion de transport                    | 2               |                   |                 | Commandés en 2012, livrés en 2014 par l'Italie (TT-PAG, TT-PAH). Le 1er décembre 2023 l'appareil TT-PAG est endommagé aptrès avoir effectué un atterrissage forcé à l'aéroport de N'Djaména. |
| Antonov An-12             | Union soviétique   | Avion de transport                    | 1               | An-12BP           |                 | TT-PAI, civil utilisé par l'armée, acheté en Arménie (ex-EK-12148). |
| Antonov An-26             | Union soviétique   | Avion de transport                    | 3               |                   |                 | Acquis d'occasion à la Libye en 1994 et 2008 |
| Hélicoptère               |                    |                                       |                 |                   |                 | |
| Mil Mi-24                 | Union soviétique   | Hélicoptère de transport et de combat | 2               | Mi-24V (Mi-35)    |                 | TT-OAQ et TT-OAR en service. - 4 ou 5 Mi-24V (Mi-35) - 2 Mi-24V (Mi-35) achetés d’occasion à l'Ukraine, livrés en 2001 (pilotes ukrainiens). Mi-24V TT-OAS détruit lors de la tempête du 1er juillet 2017 à N'Djamena. - 3 achetés d'occasions à l'Ukraine : 1 livré en 2007, 2 autres en 2008. - TT-OAP crashé le 12 juin 2008 - 8 Mi-24V, dont TT-OAL et TT-OAM (épave à N'Djamena) - 2 Mi-24D ou V? probablement d'occasions livrés par la Russie (désignation incertaine) en 1998 |
| Mil Mi-17                 | Union soviétique   | Hélicoptère de transport              | 62              | Mi-17 Hip HMi-171 |                 | Un Mi-8MT/Mi-17 livré en 1999 par la Russie, 2 d'occasions livrés en 2001 par l'Ukraine, 2 Mi-171 (version armée) possiblement livrés par la Russie en 2006. Au total, 6 Mi-171 pouvant provenir d'un pays d'Europe de l'Est ont peut-être été livrés d’occasions par la Russie. 2 achetés d'occasions à l'Ukraine en 2006, livré en 2007. 1 Mi-8MT/Mi-17 livré en 2010, peut-être un appareil endommagé en 2002 et reconstruit (fournisseur inconnu). Un Mi-17 s'est écrasé le 13 mars 2019 à 70 km au sud-est de Faya tuant ses quatre occupants.                                                                                  |

### Anciens aéronefs
| Aéronefs                        | Origine         | Type                   | En service      | Versions        | Remarque |
| Avion de chasse                 | Avion de chasse | Avion de chasse        | Avion de chasse | Avion de chasse | Avion de chasse |
| ------------------------------- | --------------- | ---------------------- | --------------- | --------------- | --- |
| Douglas AD-4 Skyraiders         | États-Unis      | Avion d'attaque au sol | 7               | AD-4N           | 7 offerts par la France en 1976 et 1977. D'abord pilotés par des pilotes français et d'autres sous contrat. En 1987 les Skyraiders restant ne sont plus utilisables. Un appareil a été abattu le 16 avril 1978 au moyen d'un 9K32 Strela-2 tuant le pilote.                                                          |
| Avion de transport              |                 |                        |                 |                 | |
| Douglas C-47 Skytrain           | États-Unis      | Transport              | 11              | C-47A/B         | 1 d'occasion donné par la France en 1960/61 (piloté par des pilotes français), 10 autres offerts entre 1974 et 1976 (sur 11 prévus en 1973), 3 sont en service en 1987 |
| Max-Holste MH-1521 Broussard    | France          | Transport léger        | 5               | MH-1521M        | 3 d'occasions donnés par la France en 1960, puis 2 autres en 1964/65. Trois appareils ont été perdus en 1968 (TT-KAF), 1971 (TT-KAC) et 1974 (TT-KAA) |
| Reims F337 Skymaster            | France          | Liaison                | 5               | F337E/F         | 5 livrés en 1971, construit sous licence Cessna Skymaster |
| Douglas DC-4/C-54               | États-Unis      | Transport              | 4               | DC-4-1009       | 4 d'occasions livrés par la France en 1973 et 1975, 1 en service en 1987. |
| PC-6 Turbo Porter               | Suisse          | Transport ADAC         | 2               | PC-6/B2-H2      | 2 livrés (TT-KAA et TT-KAC) en été 1976, radiés dans les années 1980. L'appareil TT-KAC est transféré au Ministère du développement rural et devient TT-BAV de 1990 à 1991 puis redevient TT-KAC en 1992. En juin 2006 son fuselage se trouvait au Darfour (Soudan).                                                 |
| CASA C-212 Aviocar              | Espagne         | Avion de transport     | 2               | C-212-200       | TT-LAL et TT-LAM, 1 reçu en 1983 financé par la France |
| Avion d'entraînement            |                 |                        |                 |                 | |
| Rallye MS 235                   | France          | Avion d'entraînement   | 1               |                 | 1 reçu en 1986 |
| L-39 Albatros                   | Tchéquie        | Avion d'entraînement   | 7               | L-39c           | Il semble que les sept avions d'entraînement L-39 Albatros de fabrication tchécoslovaque capturés à la Libye n'ont jamais été utilisés en raison de leur état. Deux ont peut-être été remis en état de vol par Aero Vodochody.                                                                                       |
| Hélicoptère                     |                 |                        |                 |                 | |
| SA-313B Alouette II             | France          | Hélicoptère léger      | 1               |                 | Offert en 1960 |
| Sud-Aviation SA316 Alouette III | France          | Hélicoptère léger      | 2               | SE3160          | 2 appareils d'occasion sont livrés par les Pays-Bas en 1995 (ex NLD A-342 et NLD A-302), l'appareil TT-OAH a été endommagé lors de la tempête du 1er juillet 2017 à N'Djamena,. |
| SA-342 Gazelle                  | France          | Hélicoptère léger      | 2               |                 | TT-OAG : SA-341G livré en 1974, retour à SNIAS en 1976 pour être converti en SA-342, vendu en France en 1989. |
| SA-330 Puma                     | France          | Hélicoptère            | 5               |                 | TT-OAA (ex ALAT, convertit en SA330F), TT-OAB (ex ALAT convertit en SA330C, revendu en France, exposé au Musée de l'ALAT et de l'hélicoptère à Dax), TT-OAC (ex ALAT, convertit en SA330C), TT-OAD (ex ALAT, convertit en SA330C) et TT-OAE (ex ALAT, convertit en SA330C), occasions offerts par la France en 1980. |
| Aérospatiale AS550/555 Fennec   | France          | Hélicoptère utilitaire | 6               | AS550C2 Fennec  | 6 Fennec achetés d’occasion à Singapour, livrés en novembre 2009 et 2010. Plusieurs appareils (4?) ont été endommagés ou détruits lors de la tempête du 1er juillet 2017 à N'Djamena. |

Il semble que les sept avions d'entraînement L-39 Albatros de fabrication tchécoslovaque capturés à la Libye n'ont jamais été utilisés en raison de leur état. Deux ont peut-être été remis en état de vol par Aero Vodochody.

### Avions du gouvernement
Les avions de transport du gouvernement n'appartiennent pas aux Force aérienne tchadienne mais au gouvernement de la république du Tchad. Ils sont néanmoins répertoriés ici à titre informatif.
| Aéronefs                | Origine        | Type          | En service    | Versions             | Image | Remarque |
| ----------------------- | -------------- | ------------- | ------------- | -------------------- | ----- | --- |
| McDonnell Douglas MD-87 | États-Unis     | Transport VIP | 1             |                      |       | TT-ABC, acheté en 2008 à Austrian Airlines. L'appareil a été endommagé lors d'un atterrissage à Diffa au Niger le 18 décembre 2021.  |
| Boeing 737              | États-Unis     | Transport VIP | 1             | Boeing 737-74Q (BBJ) |       | TT-ABD, acheté en 2010 à Mid East Jet                                                                                                |
| ATR 42                  | France/ Italie | Transport VIP | 1             | ATR 42-300 - 230     |       | TT-ABE, acheté en 2013 à Airlinair (ex OY-PCN, ex F-GKNC (TAT, Air Liberté, Air France))                                             |
| Pilatus PC-12           | Suisse         | Transport VIP | 0 (1 stocké?) | PC-12/45             |       | TT-AAF, acheté en 2006 au Japon, endommagé lors de la tempête du 1er juillet 2017 à N'Djaména.                                       |
| Gulfstream II           | États-Unis     | Transport VIP | 0 (1 stocké?) |                      |       | TT-AAI, acquis en 1991, ancien appareil du gouvernement libyen (1979), endommagé lors de la tempête du 1er juillet 2017 à N'Djaména? |

Un Sud-Aviation SE 210 Caravelle VI-R (TT-AAM) a été acheté à Transavia en 1976. Un Beechcraft 1900D (TT-ABB) a été acheté à CommutAir en 2018. Il subit d'importants dommages lors d'un atterrissage à Bir Kalait le 28 octobre 2002.
Un Boeing 767-200 de Comlux Aruba (P4-CLA) a été loué de 2016 à 2018.